# Hendrik Kloosterman
Hendrik Douwe Kloosterman (Rottevalle, 9 april 1900 – Leiden, 6 mei 1968) was een Nederlands wiskundige. Hij werd in 1926 bekend door publicatie van een artikel in Acta Mathematica over exponentiële sommen, die thans bekendstaan als Kloosterman-sommen.
Kloosterman volgde de middelbare school in Den Haag en studeerde aan de Universiteit Leiden waar hij in 1922 afstudeerde. Na bemiddeling door Paul Ehrenfest studeerde Kloosterman aan de Universiteit van Kopenhagen bij Harald Bohr en aan de Universiteit van Oxford bij Godfrey Harold Hardy. In 1924 promoveerde hij bij Jan Cornelis Kluyver op zijn proefschrift "Over het splitsen van gehele positieve getallen in een som van kwadraten". In 1925 vervulde hij zijn militaire dienstplicht, en in het volgende jaar publiceerde Kloosterman in Acta Mathematica zijn artikel "On the representation of nummers in the form ax² + by² + cz² + dt²" waardoor hij beroemd zou worden.
Van 1926 tot 1928 studeerde hij met een Rockefeller Scholarship aan de Universiteit van Göttingen bij Edmund Landau, en aan de Universiteit Hamburg bij Erich Hecke. Van 1928 tot 1930 was hij assistent in Münster. In 1930 werd hij aan de Universiteit Leiden tot lector benoemd, en in 1947 volgde zijn benoeming tot hoogleraar aldaar. Kloosterman werd in 1950 verkozen tot lid van de Koninklijke Nederlandse Akademie van Wetenschappen (KNAW). Hij overleed op 68-jarige leeftijd.
Kloosterman was voorzitter van het Wiskundig Genootschap (1948-1950) en redactielid en secretaris van het Nieuw Archief voor Wiskunde (1937-1953). Hij was gehuwd met Margarete Träger, die hij in 1930 in Münster had leren kennen.
- Biografisch Portaal: 04144433
- Gemeinsame Normdatei: 128085169
- International Standard Name Identifier: 0000 0000 2630 031X
- Mathematics Genealogy Project: 45314
- Nederlandse Thesaurus van Auteursnamen: 069443572
- Système universitaire de documentation: 08340385X
- Virtual International Authority File: 18265480
- WorldCat: E39PBJxxkv3jJ6bvMM3GBHC4v3